# Лавандейра (Карразеда-ди-Ансиайнш)
Лаванде́йра (порт. Lavandeira) — район (фрегезия) в Португалии, входит в округ Браганса. Является составной частью муниципалитета Карразеда-ди-Ансьяйнш. По старому административному делению входил в провинцию Траз-уж-Монтиш и Алту-Дору. Входит в экономико-статистический субрегион Доуру, который входит в Северный регион. Население составляет 184 человека на 2001 год. Занимает площадь 13,56 км².